# António de Spínola
António Sebastião Ribeiro de Spínola GCTE • GOTE • ComA • GCL (Estremoz, Santo André, 11 de abril de 1910 – Lisboa, Ajuda, 13 de agosto de 1996) foi um militar e político português, décimo quarto presidente da República Portuguesa e o primeiro após o golpe de estado de 25 de Abril de 1974.
Com uma longa carreira em serviço à ditadura do Estado Novo, distingue-se como governador e líder militar na guerra colonial, recorrendo inclusive tanto a diplomacia como a operações clandestinas, incluindo assassinatos. Para os movimentos independentistas, propõe uma solução federalista, que o coloca em conflito com os mais conservadores do regime marcelista. 
No pós-25 de Abril de 1974 tem uma atuação particularmente polémica. Acaba por ser convidado pelo MFA para Presidente, mas demite-se da Presidência da República em Setembro de 1974 por não aceitar a descolonização inscrita no programa do MFA. Chefia o golpe falhado de 11 de março de 1975 e é forçado ao exílio. 

## Infância e juventude
Nascido a 11 de abril de 1910, na freguesia de Santo André em Estremoz, filho de António Sebastião Spínola e de sua mulher Maria Gabriela Alves Ribeiro, natural da freguesia da Sé, concelho do Funchal, filha dum galego, estabelecido como comerciante no Funchal. Foi batizado a 18 de agosto de 1910, na igreja de São Domingos (paróquia de Santa Justa e Rufina), em Lisboa, onde os pais se encontravam temporariamente instalados no Francfort Hotel, no Rossio.
Em 1917, em plena Primeira Guerra Mundial, António foi enviado para a casa dos avós paternos em Porto da Cruz, na Ilha da Madeira, regressando ao continente no ano seguinte, para terminar os estudos em Lisboa.
Em 1920, fica órfão de mãe, o que levou o pai a matriculà-lo a ele e ao irmão no Colégio Militar, em Lisboa, onde esteve até 1928.
Aos 18 anos, ingressou na Escola Politécnica de Lisboa, onde completou os estudos preparatórios militares, seguindo-se, em 1930, a Escola do Exército, escolhendo o curso de Cavalaria. Nascia, então, a sua paixão pelos cavalos, tendo participado em várias provas hípicas.

## Carreira militar

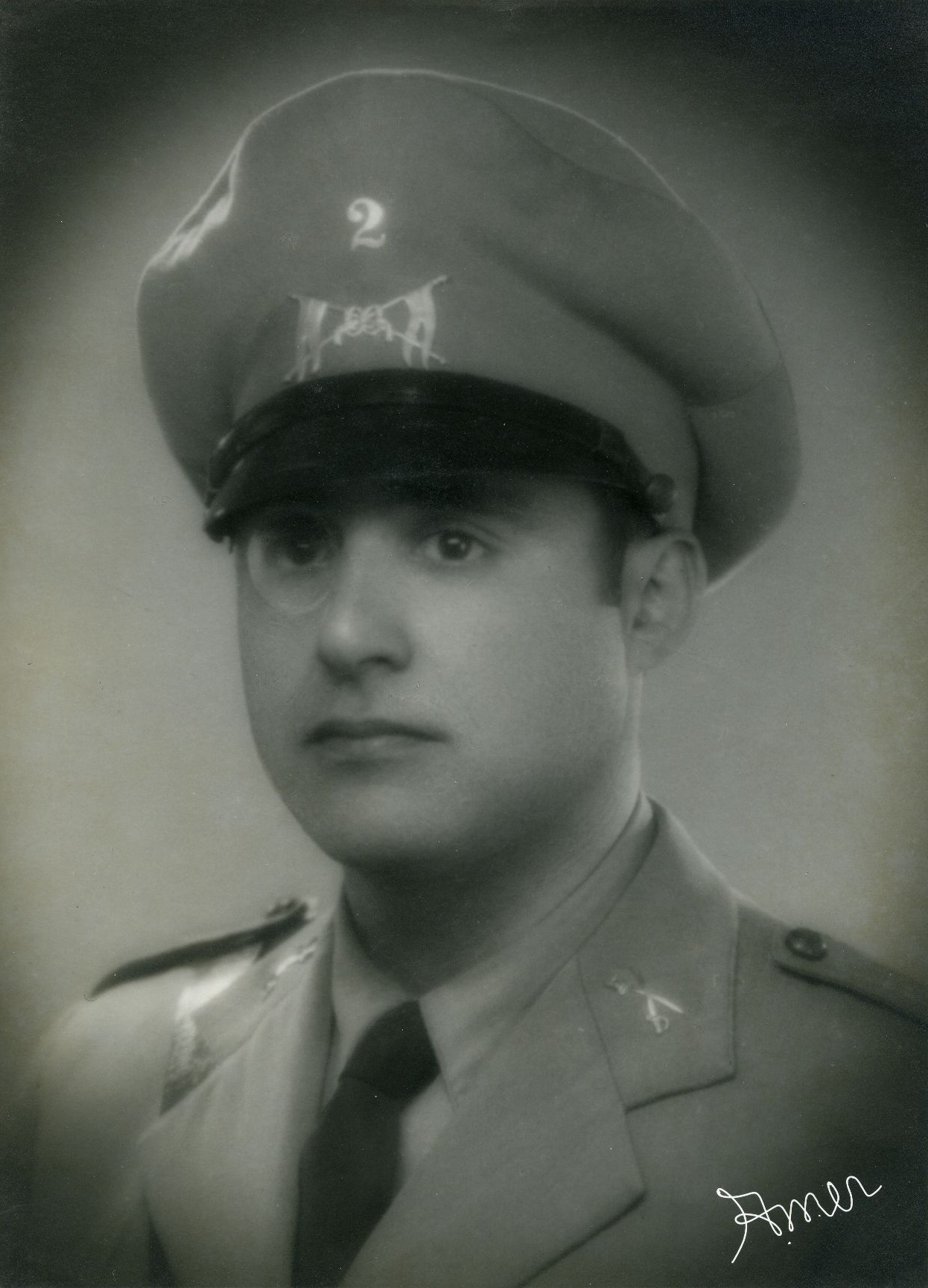
António de Spínola quando comandante do Regimento de Lanceiros n.º 2 em 1944.

Em 1933, foi colocado no Regimento de Cavalaria n.º 7 como instrutor. Entre 1939 e 1943, tornou-se ajudante de campo do Comando da Guarda Nacional Republicana.
Germanófilo, partiu em 1941 para a frente russa como observador das movimentações da Wehrmacht, no início do cerco a Leninegrado, onde já se encontravam voluntários portugueses incorporados na Blaue Division. Em outubro de 1944, reingressou na GNR e no ano seguinte é mobilizado para a ilha de São Miguel.
A 23 de Janeiro de 1948 foi agraciado com o grau de Oficial da Ordem Militar de Avis, tendo sido elevado ao grau de Comendador da mesma Ordem a 16 de maio de 1959.
Em junho do ano seguinte, foi promovido a major, regressando ao Regimento de Cavalaria da GNR como adjunto do comando. Entre agosto de 1956 e fevereiro de 1957, prestou serviço, em acumulação, na Direção da Arma de Cavalaria.

### Guerra do Ultramar e Governador da Guiné
Em 1961, em carta dirigida a Salazar, voluntaria-se para a Guerra Colonial, em Angola. Notabilizou-se no comando do Batalhão de Cavalaria n.º 345, entre 1961 e 1963.

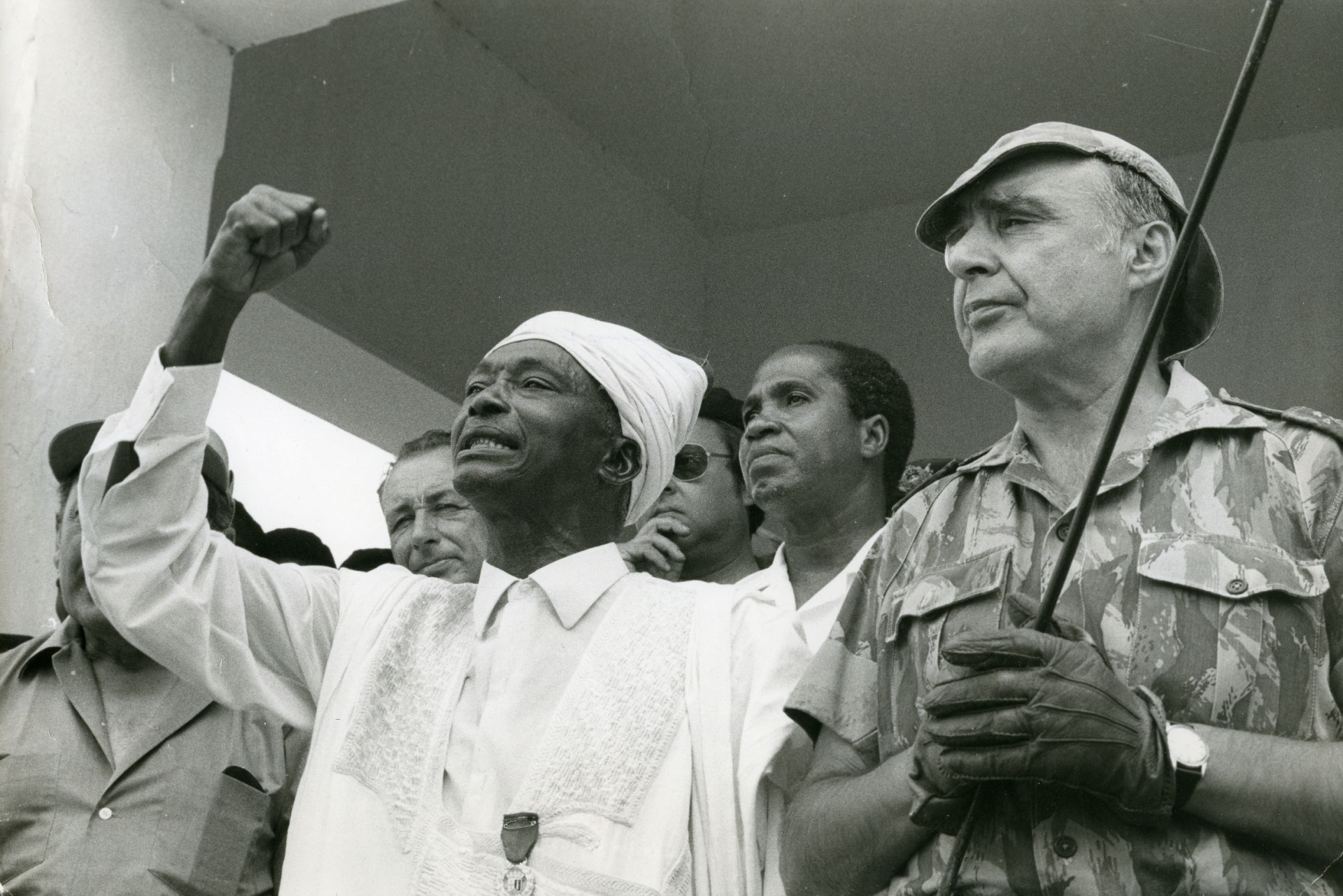
António de Spínola, Governador da Guiné, durante o discurso de um líder guineense, à esquerda em 1968.

Foi nomeado governador militar da Guiné-Bissau em 1968, convite feito, pessoalmente, pelo presidente do Conselho, Oliveira Salazar, e de novo em 1972, no auge da Guerra Colonial, nesse cargo, o seu grande prestígio tem origem numa política de respeito pela individualidade das etnias guineenses e à associação das autoridades tradicionais à administração, ao mesmo tempo que continuava a guerra por todos os meios ao seu dispor que iam da diplomacia secreta (encontro secreto com Léopold Sédar Senghor presidente do Senegal) e incursões armadas em países vizinhos (ataque a Conakri, Operação Mar Verde). Durante esse período, nasceu o mito de Spínola, o líder determinado e corajoso, onde cultivou uma imagem muito peculiar — de monóculo, pingalim e luvas —, tornou-se uma figura pública, conhecido da opinião pública nacional e internacional.
Enquanto governador, consolidou, assim, a sua ideia de que a guerra não poderia ser ganha militarmente, mas sim no campo político, a aplicação da sua linha estratégica passava pelo estabelecimento de contacto com o PAIGC, e algumas concessões políticas, que punham em causa a política colonial do regime. A proibição, em meados de 1972, dos contactos tendo em vista a resolução política da guerra na Guiné levou a que, no ano seguinte, Spínola não aceitasse a terceira recondução no cargo de governador. Regressou a Lisboa em 1973, tendo a 6 de julho de 1973, sido condecorado com o grau de Grande-Oficial da Ordem Militar da Torre e Espada, do Valor, Lealdade e Mérito.

### Regresso à metrópole
Em novembro de 1973, regressado à metrópole, foi convidado por Marcello Caetano, para a pasta do ultramar, cargo que recusou, por não aceitar a intransigência governamental face às colónias.[carece de fontes?]
Em janeiro de 1974, toma posse como vice-chefe do Estado-Maior General das Forças Armadas. O seu livro Portugal e o Futuro, publicado em fevereiro, acabaria por acelerar o processo conspirativo do movimento dos capitães, ao destabilizar o regime com fortes críticas à política colonial do regime e, como prestigioso chefe militar, adiantar publicamente a possibilidade de derrota. Em março do mesmo ano, foi demitido, juntamente com o chefe do Estado-Maior das Forças Armadas, Francisco da Costa Gomes, por não ter comparecido dias antes à cerimónia de solidariedade da «brigada do reumático» para com o regime.

### 25 de abril de 1974

Junta de Salvação Nacional, (da esquerda para a direita: Capitão António Alva Rosa Coutinho, Capitão José Baptista Pinheiro de Azevedo, General Francisco da Costa Gomes, General António de Spínola, Brigadeiro Jaime Silvério Marques e Coronel Carlos Galvão de Melo).

Na noite do golpe militar de 25 de abril de 1974, Spínola foi nomeado presidente da Junta de Salvação Nacional, no plano dos capitães, autores do golpe, o cargo de Presidente da República estava reservado a Francisco da Costa Gomes, mas acabaria por ser António de Spínola a ocupá-lo. Várias razões conduziram a essa situação: a colaboração que Spínola desenvolvera com os capitães durante o processo conspirativo; o facto de ter sido ele a receber, no dia 25 de abril de 1974, a rendição do presidente do Conselho, Marcello Caetano, e a aclamação popular que se seguiu, a Spínola, que era já uma figura pública. Acresce que Costa Gomes informara não estar disposto para as funções de Presidente da República.
Spínola deixara claro o seu projeto político no livro Portugal e o Futuro: uma solução federativa de tipo referendário para o problema colonial e uma transição de cunho presidencialista, sem sobressaltos no domínio económico-social. Para Spínola, uma saída repentina e brusca dos territórios ultramarinos seria mais prejudicial para a estabilidade e prosperidade destes. No entanto, a concretização dessas propostas implicava a neutralização do Movimento das Forças Armadas cujos militares defendiam o fim imediato da guerra e a concessão da independência o mais rápido possível, rejeitando assim o período de transição/adaptação defendido por Spinola, aos territórios coloniais.
Spínola rejeitava abertamente o princípio de "autodeterminação dos povos" inscrito no programa do MFA, criando problemas irresolúveis em termos nacionais e internacionais. A nível internacional, a ONU exigiu que Portugal tomasse medidas concretas nessa direção. Mais importante na prática, os movimentos de independência exigiam esse reconhecimento para um cessar fogo. A nível nacional, os soldados já não queriam combater, para além de criar confronto com o MFA. Em suma, a posição de Spínola era impraticável naquele contexto.

## Presidência da República

Retrato oficial do Presidente António de Spínola, por Francisco Lapa. Museu da Presidência da República.

António de Spínola toma posse do cargo de Presidente da República em 15 de maio de 1974, no Palácio Nacional de Queluz. No dia seguinte, deu posse ao I Governo Provisório, presidido por um homem da sua confiança, Adelino da Palma Carlos, escolha que não agradou a alguns setores do MFA.
A reunião do Conselho de Estado de 8 de julho, onde foram derrotadas por unanimidade as propostas do primeiro-ministro, Palma Carlos, de reforço dos poderes presidenciais e de adiamento das eleições, marcou um momento fundamental na Presidência de Spínola. No dia seguinte, o primeiro-ministro pediu a demissão, argumentando não poder transigir com o clima de indefinição que se vivia. Spínola perdeu um dos seus mais fortes aliados, e as divergências com o MFA aprofundaram-se.
É então escolhido o general Vasco Gonçalves para o cargo de primeiro-ministro do II Governo Provisório e no mesmo dia, Otelo Saraiva de Carvalho foi nomeado comandante-adjunto do COPCON e comandante da Região Militar de Lisboa. Dois homens fortes do MFA, pertencentes a um ramo cada vez mais radicalizado do movimento revolucionário, mais tarde o PREC (Otelo Saraiva de Carvalho seria mais tarde acusado de participação no movimento terrorista FP-25).
Em 27 de julho, depois de pressões várias, Spínola anunciou na televisão o reconhecimento do direito à autodeterminação e à independência dos povos das colónias.
Crescentemente isolado, Spínola apelou à «maioria silenciosa» com o objetivo de convocar uma manifestação de apoio ao Presidente, por forma a poder decretar o estado de sítio, concentrando assim o poder decisivo na sua pessoa, de modo a poder levar a cabo o plano pós-revolucionário que tinha em mente, sem interferência do recém-eleito primeiro-ministro que procurava pôr em marcha o plano do Partido Comunista . Spínola fez um segundo apelo na televisão para que a «maioria silenciosa do povo português reaja contra o comunismo». Na madrugada de 18 para 19 de setembro, foram colados cartazes nas principais artérias de Lisboa, convidando para uma manifestação de apoio ao Presidente da República.
Em 26 de setembro, realizou-se no Campo Pequeno uma tourada organizada pela Liga dos Combatentes. O Presidente da República foi aplaudido e o primeiro-ministro vaiado. No final, nas imediações do Campo Pequeno, registaram-se incidentes entre manifestantes. Spínola estava confiante no sucesso da manifestação de 28 de setembro, mas os seus planos acabaram por sair gorados.
Spínola procurava apoios para decretar o estado de sítio. A Comissão Coordenadora do MFA resistia. Foram momentos de grande tensão que se prolongaram no dia 29 na reunião do Conselho de Estado: a proposta do Presidente da República de declarar o estado de sítio não foi aceite. No dia seguinte, 30 de setembro de 1974, António de Spínola convocou de novo o Conselho de Estado e, numa comunicação transmitida em direto pela rádio e pela televisão, apresentou a sua demissão do cargo de Presidente da República.

## Tentativas de golpes de estado

### Tentativa de golpe a 11 de março de 1975

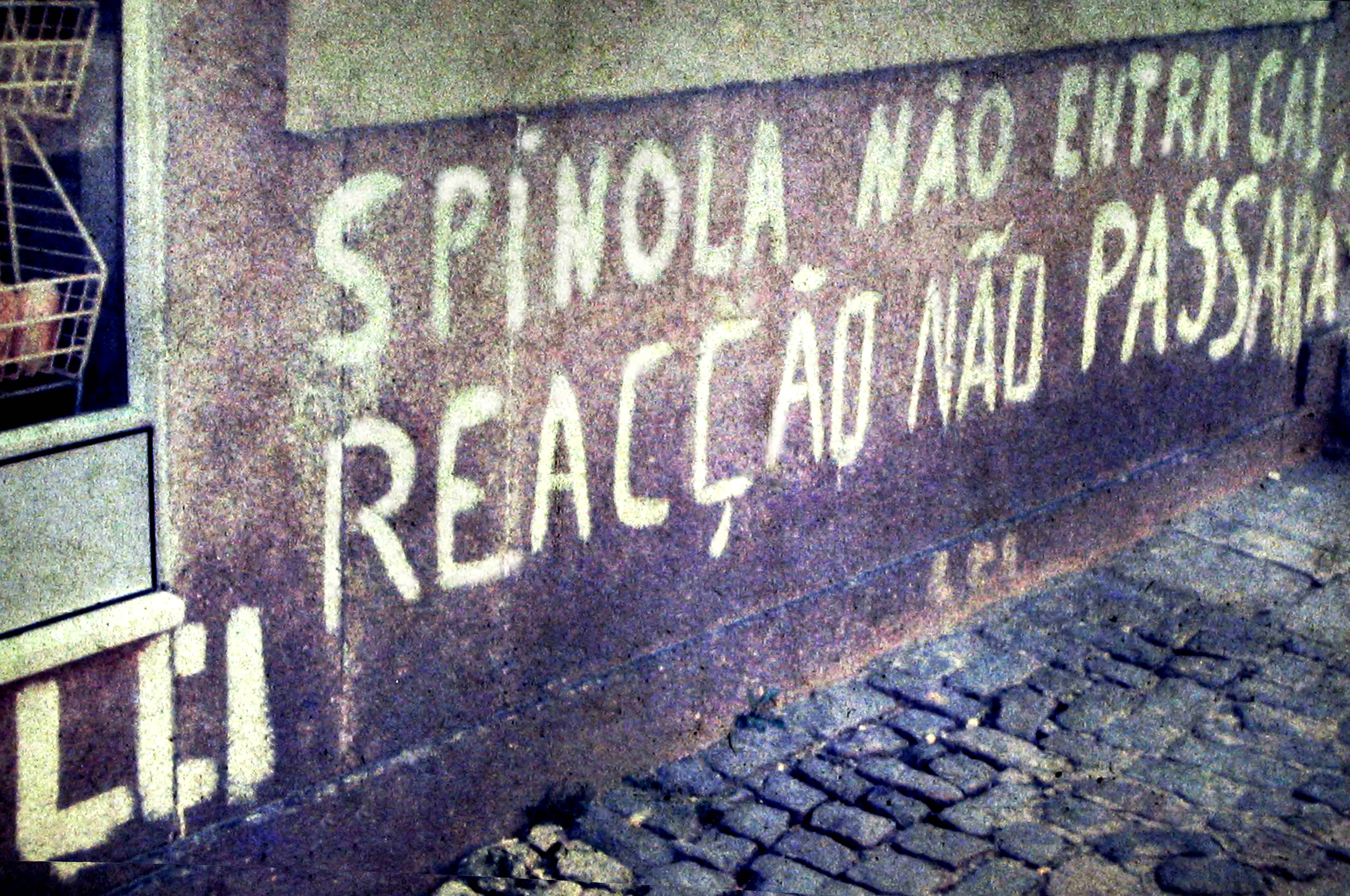
Pintura mural, 1975: "Spínola não entra cá! Reacção não passará - LCI" (Liga Comunista Internacionalista)

Após a demissão do cargo de Presidente da República e descontente com o rumo dos acontecimentos em Portugal após a Revolução dos Cravos (designadamente a dominância cada vez mais radicalizada do Partido Comunista no poder político, e pela  perspectiva de um processo de independência demasiado rápido e mal pensado para as colónias), envolve-se na tentativa de golpe de estado de direita da Intentona do 11 de Março de 1975, em que morre um soldado e vários outros ficam feridos. Falha o golpe e Spínola é obrigado a fugir para a Espanha (depois para o Brasil) .

### Exílio e o envolvimento com o MDLP
Após fracasso do golpe do 11 de Março de 1975, o General António Spínola refugiou-se em Espanha. Começou então uma das mais nublosas fases da sua vida, a do exílio, da constante errância entre o Brasil e a Europa, e de envolvimento no MDLP (Movimento Democrático de Libertação de Portugal), um polémico movimento político-militar, criado em maio de 1975, com o objetivo de combater o Processo Revolucionário em Curso, de inspiração comunista, que estava em marcha desde março.

### O projeto de um novo golpe
Em março de 1976, enquanto se encontrava exilado na Suíça, foi atraído por um jornalista alemão (não identificado como tal), Günter Wallraff, a Düsseldorf, na então República Federal da Alemanha, na crença de estar perante um encontro com financiadores colaborantes com Franz Josef Strauss, então líder da União Social-Cristã na Baviera, extrema-direita à qual pensava pedir apoio financeiro e material bélico para organizar um golpe em Portugal, contra a influência do PCP em Portugal e nas ex-colónias, em sintonia com o FNLA, no período a seguir à revolução de 25 de Abril de 1974. Spínola ter-se-á mesmo encontrado com Walraff com o fim de negociar a compra de armamento, a quem terá dito que já tinha vários pontos de apoio no Alentejo e que estava prestes a tomar o poder. 
A conversa do jornalista com António de Spínola foi publicada na revista alemã Stern, uma das de maior tiragem na Alemanha de então, o que levou a que António de Spínola recebesse ordem de expulsão do território suíço, uma vez que tinha alegado razões de saúde para a sua permanência naquele país, enquanto, na realidade, continuava a desenvolver atividade política. Exilou-se então no Brasil, que vivia sob ditadura militar, em abril de 1976. Da sua actividade de investigação no tema, Wallfraff viria a escrever "Aufdeckung einer Verschwörung - die Spínola Aktion", publicado em Portugal com o título "A Descoberta de uma Conspiração – A Acção Spinola", em 1976, contendo revelações que ajudaram à prisão de associados aos planos de Spínola.

## Normalização e morte

António de Spínola, na década de 1990.

A clarificação política que se seguiu ao 25 de novembro de 1975 permitiria o seu regresso a Portugal, o que veio a ocorrer em agosto de 1976, num regresso negociado com o então presidente da República, António Ramalho Eanes, e o então primeiro-ministro, Mário Soares, após a dissolução do MDLP em abril de 1976. Foi detido pela PSP à chegada a Lisboa, tendo sido conduzido ao Forte de Caxias para interrogatório acerca da sua ligação ao MDLP. Acabou por ser libertado após 48 horas, após «falta de matéria incriminatória», gerando manifestações de vários sindicatos e movimentos e partidos políticos.
Reintegrado nas Forças Armadas na situação de reserva em 1978, tendo dezembro de 1981, sido promovido ao posto de marechal, por decisão do Conselho da Revolução, tendo-se recusado a receber o bastão de marechal, que apenas aceitou em 1991 das mãos de Mário Soares.
A 13 de agosto de 1996, Spínola morre aos 86 anos, vítima de embolia pulmonar, no Hospital Militar de Belém, na freguesia da Ajuda, em Lisboa, onde estava internado há meses. O seu funeral, decorreu na Basílica da Estrela, com honras militares e com a presença do presidente da Guine-Bissau, Nino Vieira.
Está sepultado na Cripta dos Marechais do Cemitério do Alto de São João.

## Vida pessoal
Casou a 18 de agosto de 1932, na Igreja dos Anjos, registrado na 8.ª Conservatória do Registo Civil de Lisboa, com Maria Helena Martin Monteiro de Barros, filha do general Monteiro de Barros, antigo combatente na Flandres e comandante-geral da GNR. Por uma doença cardíaca de Maria Helena, o casal não teve filhos.

## Condecorações e homenagens
Ao longo da sua vida foi condecorado 3 vezes durante a ditadura e 3 vezes em democracia (ver abaixo).
A 5 de Fevereiro de 1987, o então Presidente Mário Soares, que o designou Chanceler das Antigas Ordens Militares Portuguesas, tendo-o também agraciado com a Grã-Cruz da Ordem Militar da Torre e Espada, do Valor, Lealdade e Mérito (a segunda maior insígnia da principal ordem militar portuguesa), pelos «feitos de heroísmo militar e cívico e por ter sido símbolo da Revolução de Abril e o primeiro Presidente da República após a ditadura» a 13 do mesmo mês e ano. A 20 de Março de 1989 foi feito Excelentíssimo Senhor Grã-Cruz da Real Ordem de Isabel a Católica de Espanha.
A Câmara Municipal de Lisboa homenageou o antigo Presidente da República Portuguesa, atribuindo o seu nome a uma grande artéria da urbe, nas freguesias de Marvila e S. João de Brito.
A 5 de julho de 2023, foi agraciado, a título póstumo, com o grau de Grã-Cruz da Ordem da Liberdade.

### Condecorações Nacionais[2]
- Oficial da Ordem Militar de Avis (23 de janeiro de 1948)
- Comendador da Ordem Militar de Avis (16 de maio de 1956)
- Grande-oficial da Ordem Militar da Torre e Espada, do Valor, Lealdade e Mérito (6 de julho de 1973)
- Banda das Três Ordens (15 de maio de 1974 - 30 de setembro de 1974)
- Grã-Cruz da Ordem Militar da Torre e Espada, do Valor, Lealdade e Mérito (13 de fevereiro de 1987)
- Grã-Cruz da Ordem da Liberdade (5 de julho de 2023, a título póstumo)

## Principais obras
- Por Uma Guiné Melhor (1970);
- Linha de Acção (1971);
- No Caminho do Futuro (1972);
- Por Uma Portugalidade Renovada (1973);
- Portugal e o Futuro (1974);
- Ao Serviço de Portugal (1976);
- País sem Rumo - Contributo para a História de uma Revolução (1978).